# Павшиха
Павшиха — деревня в Харовском районе Вологодской области.
Входит в состав Кумзерского сельского поселения, с точки зрения административно-территориального деления — в Кумзерский сельсовет.
Расстояние по автодороге до районного центра Харовска — 54 км, до центра муниципального образования Кумзера — 5 км. Ближайшие населённые пункты — Лысовская, Дуровская, Лавриха, Семеновская, Пошивчиха.
По данным переписи в 2002 году постоянного населения не было.